# Hug III de Chalon
Hug III de Chalon, dit el Sord, fou ardiaca de Laon, príncep-bisbe del principat de Lieja del 24 d'agost de 1296 fins al 1301 i arquebisbe de Besançon fins a la seva mort el 1312. A Lieja va regnar durant un període de revoltes i no va ser gaire popular durant el seu regne força curt que va terminar-se amb la seva destitució el 1301.
Fou el fill de Joan I de Chalon i de Laura de Commercy.
Durant la guerra dels Awans i dels Waroux el 1297 va triar el costat els Waroux, contra la voluntat del poble que va sostenir les Awans. Va imposar al senyor d'Awans i als seus homes una pena humiliant, l'harnescar: havien de caminar de la col·legiata de Sant Martí cap a la catedral de Sant Lambert descalços i vestits d'una túnica senzilla i portar una sella damunt el cap. El 1298, el duc Albert I d'Habsburg va confirmar els estatuts d'Albert de Cuijk. El 1299 va haver-hi revoltes a Huy i a Couvin. El príncep-bisbe va destituir els escabins de Huy, refugiats a Lieja i va retreure's a aquesta ciutat.
El 1300, les bones viles de Lieja, Huy, Dinant, Sint-Truiden, Tongeren, Fosses-la-Ville, Couvin i Thuin i la ciutat de Maastricht van aliar-se amb el comte Joan de Namur contra la lliga feudal del príncep-bisbe, el duc de Brabant i el comte de Loon. Segons la crònica de Sint-Truiden, els ciutadans de Lieja van acusar-lo davant la cúria a Roma per a fets de falsificació de monedes, assassinat de clergue i pignoració de béns de l'església per a obtenir diners. El 1301, el papa Bonifaci VIII li va treure el principat i va atorgar-li el bisbat de Besançon. Participà en el Concili de Viena (1311-1312) al qual fa infectar-se. Va morir el 1312 a Besançon.